# يورغن ماير (مهندس معماري)
يورغن ماير (بالألمانية: Jürgen Mayer)‏ (و. 1965  م) هو مهندس معماري ألماني، ولد في شتوتغارت.

## التعليم
تعلم في اتحاد كوبر، وتعلم في Princeton University School of Architecture ‏
.